# Aviação Naval (Portogallo)
Nonostante le diverse denominazioni ufficiali che si sono negli anni succedute, l'aviazione di marina del Portogallo era generalmente nota come Aviação Naval o ramo aéreo da Marinha Portuguesa (componente aerea della marina (militare) portoghese), ed esistette dal 1917 fino alla sua incorporazione nella Força Aérea Portuguesa (FAP), l'aeronautica militare e forza armata indipendente, avvenuta nel 1952.

## Storia
Dalla sua istituzione ufficiale del 1917 fino al 1952, la Aviação Naval Portuguesa assunse le seguenti designazioni:
- 1917 - 1918: Serviço de Aviação da Armada
- 1918 - 1931: Serviços da Aeronáutica Naval
- 1931 - 1952: Forças Aéreas da Armada

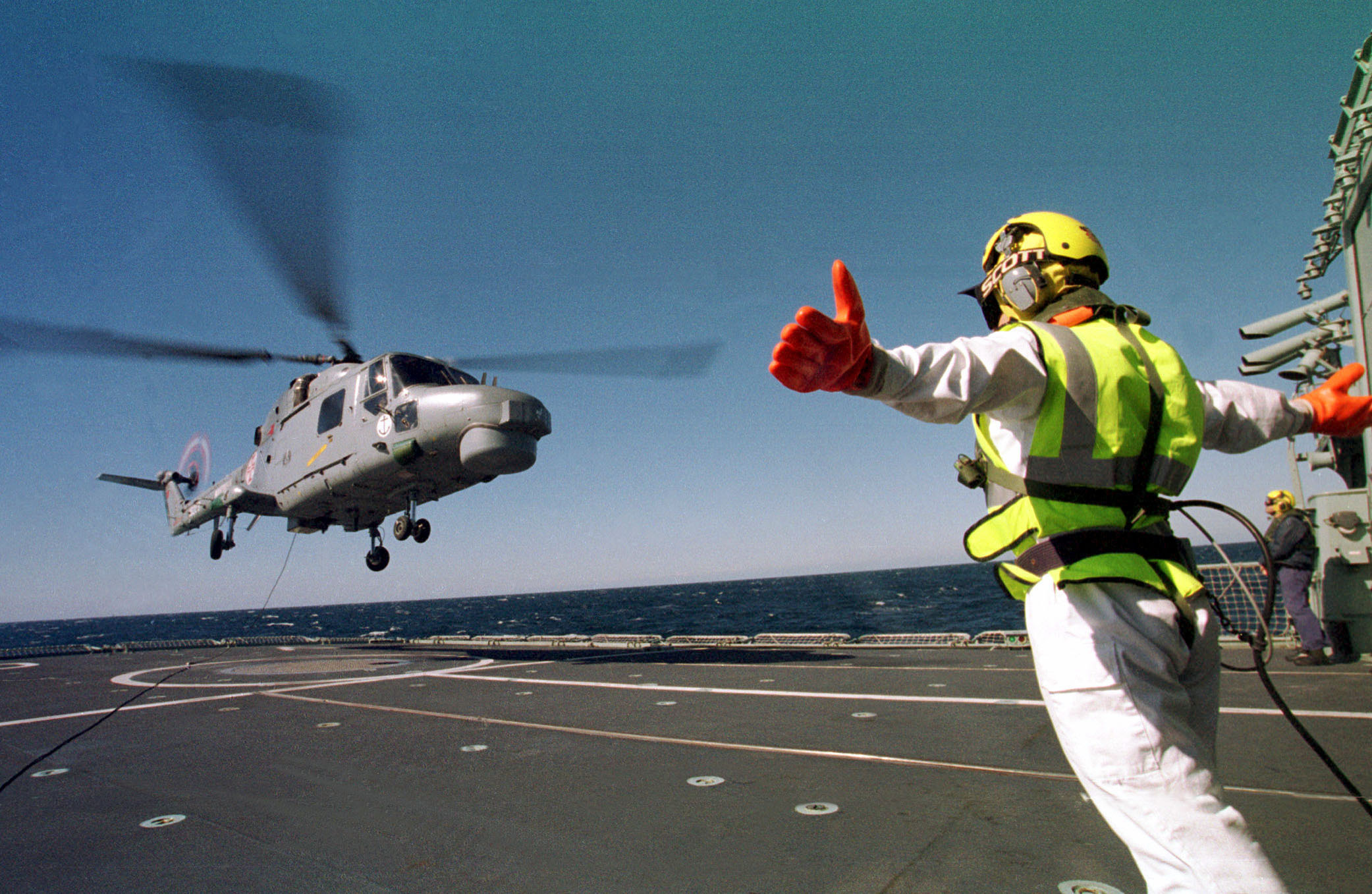
Un elicottero Lynx Mk-95 della Esquadrilha de Helicópteros da Marinha in fase di decollo da una fregata di Classe Vasco da Gama.

Dal 1952 al 1958 le basi, i mezzi aerei ed il personale della ex Forças Aéreas da Armada costituirono la Forças Aeronavais, un ramo semi-autonomo all'interno della Força Aérea Portuguesa. Nel 1958 le basi ed i velivoli vennero pienamente integrati nell'aeronautica militare portoghese mentre il personale della Forças Aeronavais scelse in parte di essere integrato nella FAP ed in parte di tornare nell'organico della marina militare.
Nel 1993 la Marinha Portuguesa decise di istituire nuovamente un'unità aerea, la Esquadrilha de Helicópteros da Marinha (Squadriglia di elicotteri della marina), basata presso la Base Aérea do Montijo ma che effettua missioni operative con mezzi aerei ad ala rotante imbarcati da varie unità navali dell'Armada.

## Basi ed unità

### Basi aeronavali
- Centro de Aviação Naval de Lisboa: creato nel 1917 come idroscalo militare sul Doca do Bom Sucesso, la prima base operativa dell'aviazione navale. Nel 1952 il centro fu trasferito nella nuova installazione di Montijo, la quale disponeva, oltre all'idroscalo, di una convenzionale pista d'atterraggio per operare da terra, cambiando la designazione ufficiale in Centro de Aviação Naval "Comandante Sacadura Cabral". Dal 1953, le strutture vennero acquisite dalla Força Aérea Portuguesa e mutò nuovamente designazione in Base Aérea Nº 6.
- Centro de Aviação Naval de Aveiro: venne costruito nel 1918 nella penisola di São Jacinto, in occasione della prima guerra mondiale, come base per idrovolanti da cui effettuare missioni di pattugliamento e lotta antisommergibile sotto il controllo dalla francese Marine nationale con la collaborazione di personale portoghese. In seguito, quello stesso anno, passò interamente sotto il controllo della marina portoghese. Integrata negli anni di una pista per operare con mezzi aerei terrestri dal 1953 passò sotto il controllo della FAP.
- Centro de Aviação Naval dos Açores: base per idrovolanti istituita nel 1918 ad Horta in occasione della Prima guerra mondiale. Nel 1919 venne trasferito a Ponta Delgada rimanendo operativo fino al 1921. Il centro venne nuovamente attivato nel 1941 in occasione della seconda guerra mondiale, per venire definitivamente disattivato nel 1946.
- Centro de Aviação Naval de Macau: base per idrovolanti installata sull'isola di Taipa nel 1927 per sostenere le forze navali che combattevano la pirateria nei mari della Cina. Il centro venne disattivato nel 1933, ma è stato nuovamente attivato nel 1937, durante la guerra civile cinese. Nel 1940 sono stati costruiti nuovi edifici nel porto esterno di Macao che in seguito vennero incorporati sotto il controllo del centro. Nel 1942 venne definitivamente chiuso.
- Centro de Aviação Naval do Algarve: base per idrovolanti la cui costruzione venne iniziata nel 1918 sull'isola di Culatra, situata al largo di Faro e Olhão, in occasione della Prima guerra mondiale, come base per idrovolanti da cui effettuare missioni di pattugliamento e lotta antisommergibile. Benché la costruzione fosse in avanzato stato di completamento, con hangar e principali infrastrutture già terminate, il centro non fu mai ufficialmente attivato. In seguito vennero utilizzate come installazioni di appoggio per le manovre della marina portoghese e come strutture adibite alla formazione del personale.

### Altre unità aeronavali
- Escola Militar de Aeronáutica: unità dell'Exército Português (esercito) con sede Vila Nova da Rainha, Azambuja, istituita nel 1914 con lo scopo di formare il nucleo originario del personale dell'aviazione militare portoghese. Nelle prime fasi, oltre alla formazione del personale dell'esercito venne istruito anche personale della marina militare.
- Escola de Aviação Naval "Almirante Gago Coutinho": scuola di volo istituita nel 1928 con lo scopo di permettere una completa formazione del personale della componente aerea della marina portoghese, la cui istruzione era, fino ad allora, parzialmente affidata a scuole di volo straniere. Rimase operativa all'interno delle strutture del Centro de Aviação Naval di Aveiro fino al 1952.
- Esquadrilha B das Forças Aéreas da Armada: unità da bombardamento marittimo con base terrestre, sottoposta al controllo del Centro de Aviação Naval di Lisbona ma basata nelle strutture dell'Aeroporto di Lisbona. Istituite nel 1942 rimase operativa fino al 1949.

## Aeromobili
Nelle sue varie designazioni l'aviazione navale portoghese operò con una grande quantità di modelli di aereo, alcuni dei quali sono di seguito elencati:
| Modello                        | Periodo di servizio | Tipo                              | Note                                                                |
| ------------------------------ | ------------------- | --------------------------------- | ------------------------------------------------------------------- |
| Franco-British Aviation FBA    | 1917 - 1918         | Idrovolante                       |                                                                     |
| Donnet-Denhaut DD8             | 1918 - 1923         | Idrovolante                       |                                                                     |
| Georges-Levy GL-40 HB2         | 1918 - 1920         | Idrovolante                       |                                                                     |
| Tellier T-3                    | 1918 - 1928         | Idrovolante                       |                                                                     |
| Felixstowe F.3                 | 1920 - 1922         | Idrovolante                       |                                                                     |
| Curtiss HS-2L                  | 1921 - 1930         | Idrovolante                       |                                                                     |
| Fairey III D                   | 1922 - 1942         | Idrovolante                       | Alguns operados a partir dos Avisos da Classe Afonso de Albuquerque |
| Avro 504K                      | 1924 - 1933         | aereo da addestramento            |                                                                     |
| CAMS 37A                       | 1927 - 1935         | Idropattugliatore marittimo       |                                                                     |
| Hanriot H.41                   | 1927 - 1933         | Idropattugliatore marittimo       |                                                                     |
| Macchi M.18                    | 1928 - 1934         | Idropattugliatore marittimo       |                                                                     |
| de Havilland DH.60 Gipsy Moth  | 1929 - 1933         | aereo da addestramento            |                                                                     |
| Consolidated Fleet             | 1933 - 1952         | aereo anfibio da addestramento    |                                                                     |
| Junkers K 43-W                 | 1933 - 1941         | Idrovolante                       |                                                                     |
| Hawker Osprey Mk III           | 1935 - 1941         | idrosilurante                     |                                                                     |
| Blackburn Shark IIa            | 1936 - 1938         | aerosilurante                     |                                                                     |
| Avro 626                       | 1939 - 1950         | idrovolante                       |                                                                     |
| Grumman G-21 Goose             | 1940 - 1952         | idropattugliatore marittimo       |                                                                     |
| Grumman G-44 Widgeon           | 1942 - 1952         | idropattugliatore marittimo       |                                                                     |
| Airspeed Oxford Mk I           | 1943 - 1952         | aereo da collegamento             |                                                                     |
| Bristol Blenheim Mk V          | 1943 - 1948         | bombardiere-aerosilurante         |                                                                     |
| de Havilland DH.82A Tiger Moth | 1943 - 1952         | aereo da addestramento            |                                                                     |
| Short Sunderland Mk I          | 1943 - 1945         | Idropattugliatore a lungo raggio  |                                                                     |
| Miles Martinet T.T. Mk I       | 1943 - 1952         | aereo da traino bersagli          |                                                                     |
| Bristol Beaufighter TF Mk X    | 1945 - 1950         | aerosilurante                     |                                                                     |
| Beechcraft AT-11 Kansas        | 1948 - 1952         | aereo da collegamento             |                                                                     |
| Curtiss SB2C5 Helldiver        | 1950 - 1952         | bombardiere leggero-aerosilurante |                                                                     |
| North American SNJ-4 (T-6)     | 1950 - 1952         | aereo da addestramento            |                                                                     |